# 神崎村 (岐阜県)
神崎村（かんざきむら）は、かつて岐阜県山県郡に存在した村である。
現在の山県市神崎に該当し、神埼川（武儀川支流）最上流部に位置する。

## 歴史
- 1875年（明治8年） - 神崎村、仲越村、伊往戸村が合併し、神崎村となる。
- 1889年（明治22年）7月1日 - 町村制により神崎村発足。
- 1897年（明治30年）4月1日 - 円原村、片原村と合併し、北山村が発足。同日神崎村は廃止される。